# Warner Robins
Warner Robins est une cité de Géorgie aux États-Unis, située dans le comté de Houston, à proximité de la ville de Macon.

## Démographie
| 1940 | 1950  | 1960   | 1970   | 1980   | 1990   |
| ---- | ----- | ------ | ------ | ------ | ------ |
| 50   | 7 986 | 18 633 | 33 491 | 39 893 | 43 726 |

| 2000   | 2010   | - | - | - | - |
| ------ | ------ | - | - | - | - |
| 48 804 | 66 588 | - | - | - | - |